# Coronado (île du Mexique)
Ne doit pas être confondu avec Coronados.
Pour les articles homonymes, voir Coronado et Île Smith.
Coronado, également appelée île Smith, est une île mexicaine située dans le golfe de Californie au large des côtes de la Basse-Californie au sein de l'archipel homonyme.

## Géographie
Coronado est située au centre du golfe de Californie et constitue l'île principale d'un archipel homonyme constitué de 15 îlots situés au nord et à l'entrée de l'Ensenada La Gringa. Elle se trouve dans le canal de Ballenas, large d'environ 7 à 10 km, et se situe à 4,5 km de la péninsule de Basse-Californie. L'île fait environ 7,2 km de longueur et 2 km de largeur maximales pour 8,385 km2 de superficie totale. Coronado est à 10 km d'Agua de las Florès, la ville la plus proche.
L'île est dominée par un volcan (en) situé au nord, dont la date de dernière éruption n'est pas connue.
L'île Coronado est inhabitée.

## Histoire
En 2005, l'île a été classée avec 244 autres au Patrimoine mondial de l'humanité par l'UNESCO comme Îles et aires protégées du Golfe de Californie.